# Buenaventura (Spagna)
Buenaventura è un comune spagnolo di 445 abitanti situato nella comunità autonoma di Castiglia-La Mancia.